# Dreigräben

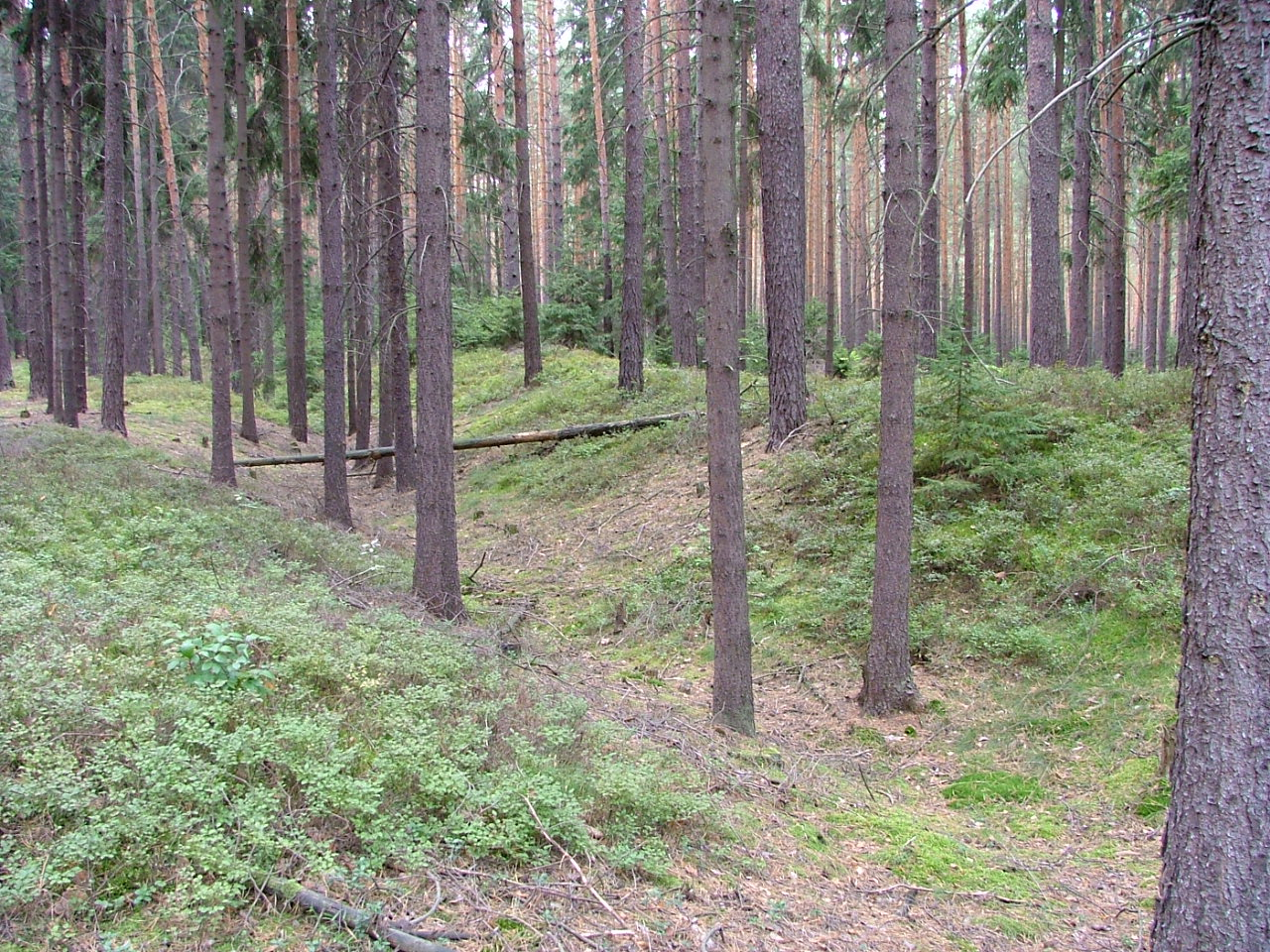
Dreigräben bei Szprotawa in Polen

Dreigräben, polnisch Wały Śląskie, heißt das System von drei (auch zwei und einem) parallel laufenden Erdwällen und Gräben aus dem Mittelalter in Niederschlesien, Polen. Die Länge der gut erhaltenen Züge beträgt insgesamt etwa 30 km, die Höhe etwa 2,5 m, die Breite 18 bis 47 m (bei der dreiwälligen Form).
Diese Landwehr wurde bereits 1874 beschrieben.
Der Bericht aus den Forschungsarbeiten, die durch das Muzeum Ziemi Szprotawskiej unter der Leitung von Maciej Boryna in den Jahren 2000 bis 2006 ausgeführt wurden, weist vor allem auf die Grenz-, Verkehrs- und Zollrolle der Dreigräben hin. Die Bauzeit dieser Anlage fällt ins 15. Jahrhundert, aber bestimmte Züge konnten auch früher und später gebaut worden sein. Die Dreigräbenlinie war die südwestliche Grenze des Herzogtums Glogau.

## Literatur

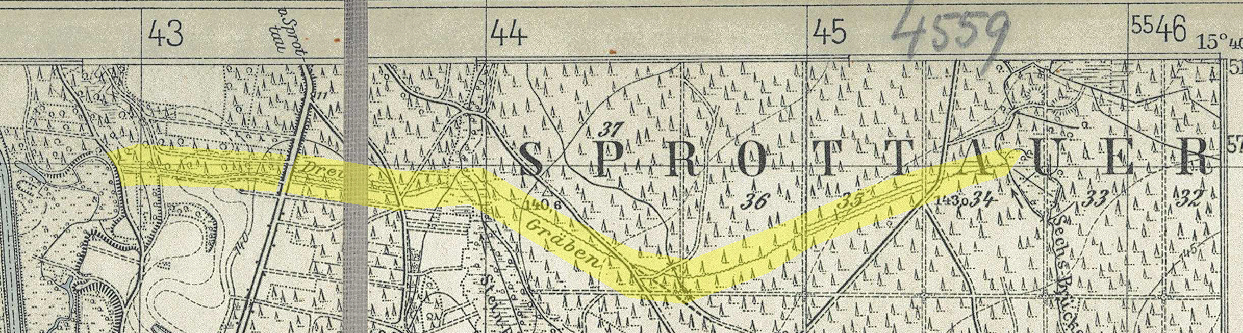
Abschnitt dieser Landwehr im Kartenbild (1936)